# The Intercept
The Intercept je online zpravodajský server, který vznikl v roce 2014 a publikuje investigativní žurnalistiku. The Intercept patří pod novinářskou organizací First Look Media, která byla vytvořena a financována zakladatelem eBay Pierrem Omidyarem. Šéfredaktoři jsou Betsy Reed, Glenn Greenwald a Jeremy Scahill. Jedním ze šéfredaktorů byla Laura Poitras, která nakonec přešla do jiného projektu organizace First Look Media a to Field of Vision, který se zaměřuje na Non-fiction filmy.

## Cíle magazínu

### Krátkodobé
Poskytnout platformu a redakční strukturu, ve které se snaží agresivně publikovat zprávy o informacích poskytnutých Edwardem Snowdenem (whistleblower NSA).

### Dlouhodobé
Poskytnout nezávislou, někdy až kontroverzní, žurnalistiku skz celé spektrum problémů. Mezi tyto problémy řadí: tajemství, kriminální a civilní zneužívání justice, porušování občanských svobod, společenskou nerovnost a všechny formy finanční a politické korupce.

## Hlavní články
První publikovaný článek ukazuje zprávu o zapojení NSA do "targeted kiling program" (překlad "programy cíleného zabíjení" / "programy pro cílené zabíjení") a detailně popisuje metody, které jsou využívány k lokalizaci cílů pro smrtelný zásah dronem, což má za následek smrt nevinných lidí. Další článek o tomto tématu ukazuje letecké fotografie z centrál NSA, NRO a NGA.
V březnu 2014 publikoval The Intercept uniklé dokumenty Edwarda Snowdena, které ukazují, že se NSA vytvářela systém, který měl potenciálně infikovat miliony počítačů po celém světě pomocí malware. Zpráva zahrnovala přísně tajné animace NSA ukazující, jak se agentura snažila "převléct" za server společnosti Facebook za účelem hacknout se do počítačů a elektronicky sledovat lidi. Po zveřejnění této zprávy zavolal zakladatel Facebooku Mark Zuckerberg Baracku Obamovi a stěžoval si na NSA.
V květnu roku 2014, informoval The Intercept, že NSA tajně odposlouchávala, nahrávala a shromažďovala audio téměř všech telefonních konverzací na Bahamských ostrovech a shromažďovala telefonní metadata v Mexiku, na Filipínách a v Keni.
V prosinci 2014 byl publikován nový uniklý dokument od Edwarda Snowdena ukazující, že britské sledovací agentury byly zodpovědné za útok na největší telekomunikační společnost v Belgii Belgacom.
V dubnu 2015 publikoval The Intercept společně s německým magazínem Der Spiegel článek, že vojenská základna USA "Ramstein" slouží jako high-tech srdce Amerického dronového programu.
Publikace ze září 2015 ukazuje mnoho přísně tajných dokumentů britských zpravodajských služeb, které odhalily, jak se špionážní agentury GCHQ snažily vytvořit systémy na monitorování každého viditelného uživatele internetu. GCHQ se údajně snažila vytvořit nové techniky jak těžit data, monitorovat všechny komunikace skrz všechny země ve snaze odhalit podezřelé chování uživatelů.
V říjnu 2015 The Intercept publikoval Drone Papers. Tajné dokumenty popisují vojenské asasinační programy USA v Afghánistánu, Jemenu a Somálsku.
V prosinci 2015 The Intercept publikoval tajný vládní katalog elektronických zařízení, které používala armáda, špionážní agentury a policie v USA.